# Feiez
Feiez, pseudonimo di Paolo Panigada (Crema, 12 luglio 1962 – Milano, 23 dicembre 1998), è stato un polistrumentista e fonico italiano in forza al gruppo musicale italiano Elio e le Storie Tese.

## Biografia
Polistrumentista e musicista versatile, per Elio e le Storie tese Feiez è stato corista, sassofonista, percussionista, tastierista, bassista, chitarrista e ingegnere del suono.
Incomincia a suonare con Elio e compagni nel 1988. È proprio lui, ormai divenuto membro effettivo della band, a fare ascoltare al musicista e produttore Claudio Dentes, proprietario dello studio di registrazione Psycho, la registrazione di un concerto della band tenutosi a Bologna, grazie alla quale Dentes deciderà di convocare gli Elii nello studio per realizzare il loro primo album, Elio Samaga Hukapan Kariyana Turu, che contribuirà alla divulgazione sul mercato nazionale di brani del gruppo già noti al pubblico dei concerti e delle relative registrazioni pirata.
Come tutti i componenti di Elio e le Storie Tese, nel corso degli anni anche Feiez ha adottato, in maniera più o meno estemporanea, numerosi pseudonimi. Tra questi: Mu Fogliasch (con cui firma il primo album), Visental Visent, Foyage, Luigi Piloni, Mondo, Largo Factotum, Paul Branigade, Paolone, Panino, "Beaujolais", Voyage, Brother Punene, Zirio, Filz (questi ultimi due usati raramente).
All'attività di musicista, Feiez ha abbinato quella di tecnico del suono, lavorando nello studio di registrazione milanese Psycho, dove si è occupato di registrare e mixare, e spesso anche di suonare in alcuni album di artisti italiani come PFM (nell'album Miss Baker del 1987), Eugenio Finardi, Ligabue, Pitura Freska, Tazenda, Sergio Caputo, Timoria, Massimo Riva, Taglia 42, Pierangelo Bertoli, Mina (nell'album Caterpillar del 1991) e Rocco Papaleo (nell'album Che non si sappia in giro del 1997), oltre naturalmente ad Elio e le Storie Tese.
Durante la sua carriera ha inoltre avuto modo di fare teatro assieme a Stefano Belisari (questo il nome anagrafico di Elio), con Claudio Bisio nello spettacolo Tersa Repubblica e nella parte di Hanna il sacerdote, nella versione teatrale italiana del musical Jesus Christ Superstar. Insieme a Rocco Tanica ha composto ed eseguito nel 1993 la colonna sonora originale del film Stefano Quantestorie dell'attore e regista Maurizio Nichetti.
In dieci anni di carriera con Elio e le Storie Tese, caratterizzati soprattutto da una stretta amicizia con il tastierista Rocco Tanica, ha modo di prendere parte anche al progetto parallelo di Faso, la Biba Band. Sarà proprio durante uno dei concerti della Biba, il 22 dicembre 1998 all'inaugurazione del locale Roialto a Milano, che Feiez verrà colto da un malore improvviso, un aneurisma (mentre stava suonando Rockin' in Rhythm di Duke Ellington); inutile la rianimazione e l'ambulanza per il Fatebenefratelli, dove arriva in coma per poi morire alle 4 del mattino seguente. Viene sepolto nel cimitero di Crema, sua città natale.

## Dopo la scomparsa
La tragica scomparsa di Feiez è un duro colpo per tutti i compagni, che negli anni immediatamente successivi ridurranno le apparizioni pubbliche e la produzione. La band dopo la sua morte dichiara di non volerlo sostituire con nessun altro sassofonista o musicista stabile, preferendo collaborazioni non strettamente interne alla band.
L'album Craccracriccrecr, il primo senza Feiez, si apre con l'assolo di sax da T.V.U.M.D.B. e si chiude con un breve passaggio dei cori usati per la canzone Lo stato A, lo stato B. Sul libretto del CD, oltre ad un breve scritto personale dell'artista sulla oggettiva sensualità del suono (e dell'essenza) del sassofono, compare la nota: "Caro Feiez, ti dedichiamo questa musica, ci incontreremo nel centomila e voleremo con facilità".
Tutti i successivi lavori di Elio e le Storie Tese, come i loro concerti, conterranno diversi materiali (fotografie, disegni, testimonianze dirette, registrazioni inedite) a ricordare l'amico scomparso. Si possono ricordare le varie incursioni di Paul Branigade, lungo le tracce dal vivo di Made in Japan (2001), e il brano Single, incluso nell'album Studentessi (2008): cantato da Feiez (accreditato in tal caso come Luigi Piloni), questo pezzo era stato la sigla dell'omonimo programma radiofonico del 1997, condotto da Luciana Littizzetto e Bruno Gambarotta. A Feiez è, inoltre, da sempre dedicato il coro “Forza Panino!”, in chiusura della canzone Tapparella, brano solitamente eseguito dal gruppo alla fine dei concerti.
Durante l'ultima serata del Festival di Sanremo 2013, Elio e le Storie Tese hanno dedicato al loro compagno Feiez i due premi vinti: il premio della Critica del Festival della canzone italiana "Mia Martini" e il premio per il miglior arrangiamento.
Troviamo alcune apparizioni di Feiez anche nei video de La canzone mononota e di Amore amorissimo, incluse ne L'album biango del 2013.

## Discografia

### Con Elio e le Storie Tese
Album in studio
- 1989 - Elio Samaga Hukapan Kariyana Turu
- 1990 - The Los Sri Lanka Parakramabahu Brothers featuring Elio e le Storie Tese
- 1992 - Italyan, Rum Casusu Çikti
- 1993 - Esco dal mio corpo e ho molta paura (Gli inediti 1979-1986)
- 1996 - Eat the Phikis
- 1997 - Del meglio del nostro meglio Vol. 1
- 1998 - Peerla